# Plagiobothrus semilunaris
Plagiobothrus semilunaris là một loài nhện trong họ Barychelidae. Loài này phân bố ờ Sri Lanka.